# Intercambiador

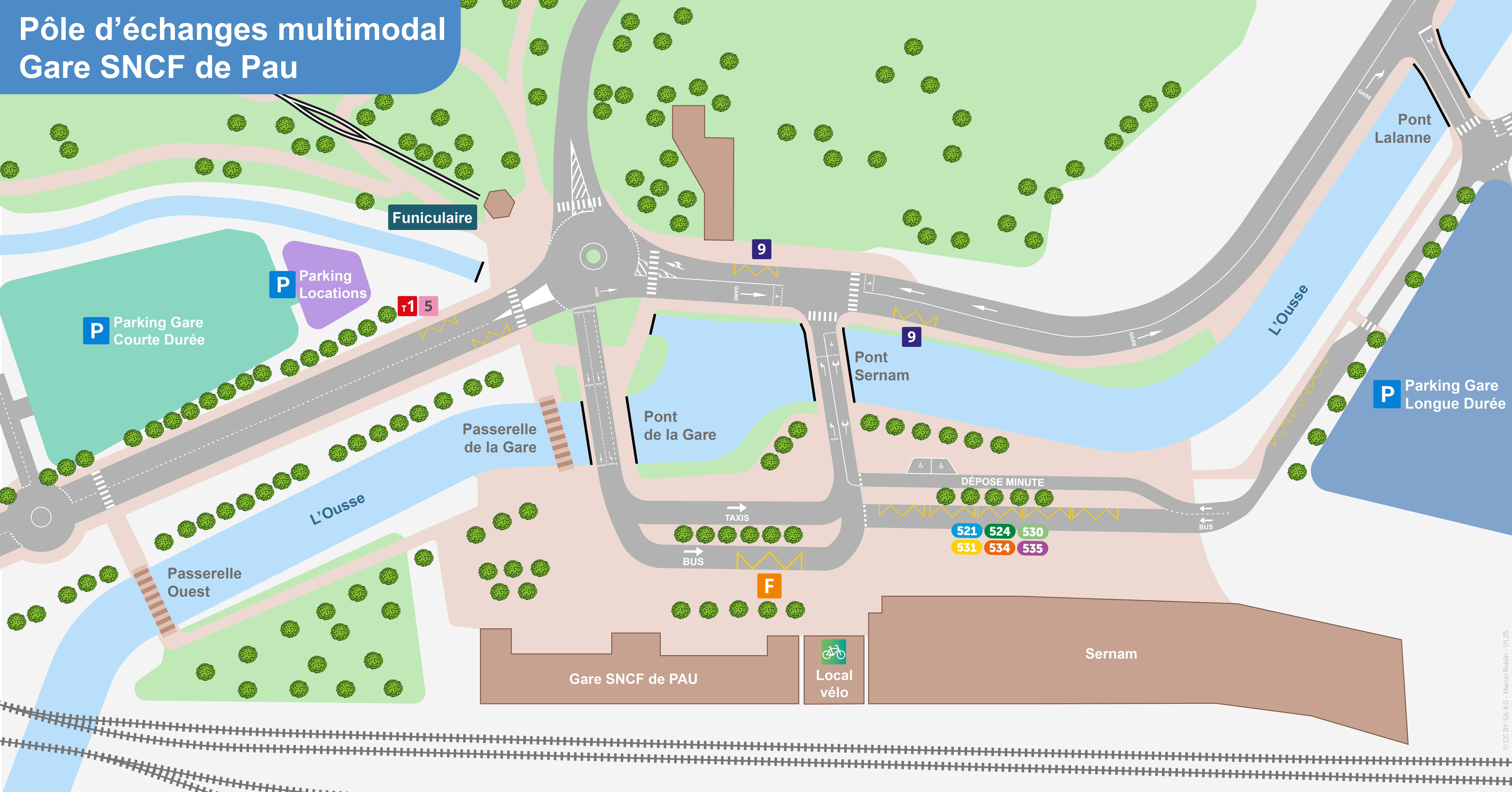
Intercambiador de la Gare de Pau (Pau, Francia)

Un intercambiador, o hub de transportes, es un lugar de articulación de redes encaminado a facilitar la intermodalidad del transporte de viajeros y de mercancías. 
Los intercambiadores públicos incluyen las estaciones de tren, estaciones de tránsito rápido, estaciones de autobús, estaciones de tranvía, aeropuertos y embarcaderos de ferrys.
Los centros de carga (hubs de carga, hubs de mercancías o hubs logísticos) incluyen la yarda o patio de clasificación, aeropuertos, puertos marítimos y terminales de camiones, o combinaciones de estos. 
Para el transporte privado en automóvil, el parking (o estacionamiento) funciona como un hub unimodal.

## Características
Los intercambiadores reúnen una gran variedad de modos de transporte en un mismo lugar: marcha a pie, autobús, tranvía, metro, tren, automóvil o incluso avión. 
El intercambiador tiene por función principal garantizar una correspondencia fluida entre los distintos modos de transporte conectados. El objetivo consiste en disminuir el tiempo de correspondencia en el punto de ruptura del viaje y así reducir el tiempo total del mismo.
Este término tiene su origen en la metrópolis madrileña. El equivalente de intercambiador en el extranjero es “Interchange station” en Inglés, “Pôle d’échanges” en Francia, “Poli di interscambio” en Italia y “shunyu” en China.

## Ejemplos de intercambiador
- Barcelona
  - Provenza/Diagonal (Metro de Barcelona y FGC)
  - Plaza de Cataluña (Metro de Barcelona, FGC y Cercanías de Cataluña)
  - La Sagrera (Metro de Barcelona y Cercanías de Cataluña)
  - Plaza España (Metro de Barcelona y FGC)
  - Paseo de Gracia (Metro de Barcelona y Cercanías de Cataluña)
  - Sants (Metro de Barcelona, Cercanías de Cataluña y Tren de alta velocidad)

- Madrid:
  - Avenida de América
  - Méndez Álvaro
  - Moncloa
  - Plaza de Castilla
  - Plaza Elíptica
  - Príncipe Pío

- Otros:
  - San Mamés (Bilbao)
  - Intercambiador Santa Cruz de Tenerife (Tenerife)
  - Estación de San Bernardo (Sevilla)
  - King's Cross St. Pancras (Londres)
  - Berlin Hauptbahnhof (Berlín)
  - Estación de ferrocarril de Shanghái (China)
  - Estación Central de Milán (Italia)
  - Alameda (Chile)